# 春を愛する人
「春を愛する人」（はるをあいするひと）は、GLAYの楽曲である。アルバム『BELOVED』の9曲目で初収録となった。作詞・作曲はTAKURO。

## エピソード
- TAKUROがアイスランドを旅行したとき、凍りつく冬を乗り越え春を待つたくましいアイスランド人たちの生き方に感動して書いたという。仮タイトルは「SEASONS」。11枚目のシングル「口唇」のカップリング曲にもなった。 TAKUROは「この曲を『REVIEW』に入れておけば良かった。」と後悔した。[要出典]
- L'Arc〜en〜Cielのリーダーでベース担当のtetsuyaがTAKUROと「やまだひさしのラジアンリミテッドDX」でリーダー対談を行った際、この曲が好きだと発言した。[要出典]

## 収録シングル・アルバム（発売順）
- BELOVED
- 口唇（カップリング曲）
- DRIVE-GLAY complete BEST
- rare collectives vol.1
- THE GREAT VACATION VOL.2 〜SUPER BEST OF GLAY〜
- BALLADE BEST☆MELODIES
- REVIEW II -BEST OF GLAY-　DISC-2 -TAKURO SELECT-